# Macrophyes attenuata
Macrophyes attenuata là một loài nhện trong họ Anyphaenidae.
Loài này thuộc chi Macrophyes. Macrophyes attenuata được miêu tả năm 1893 * bởi Octavius Pickard-Cambridge.